# Starý Plzenec
Starý Plzenec (pronunție în cehă [ˈstariː ˈpl̩zɛnɛts]; în germană Altpilsen) este un oraș și o comună din districtul Plzeň-Oraș din regiunea Plzeň din Republica Cehă. Are o populație de aproximativ 5.400 de locuitori.

## Diviziuni administrative
Comuna Starý Plzenec este formată din două diviziuni administrative (în paranteze populația conform recensământului din 2021):
- Starý Plzenec (4.291)
- Sedlec (941)

## Geografie

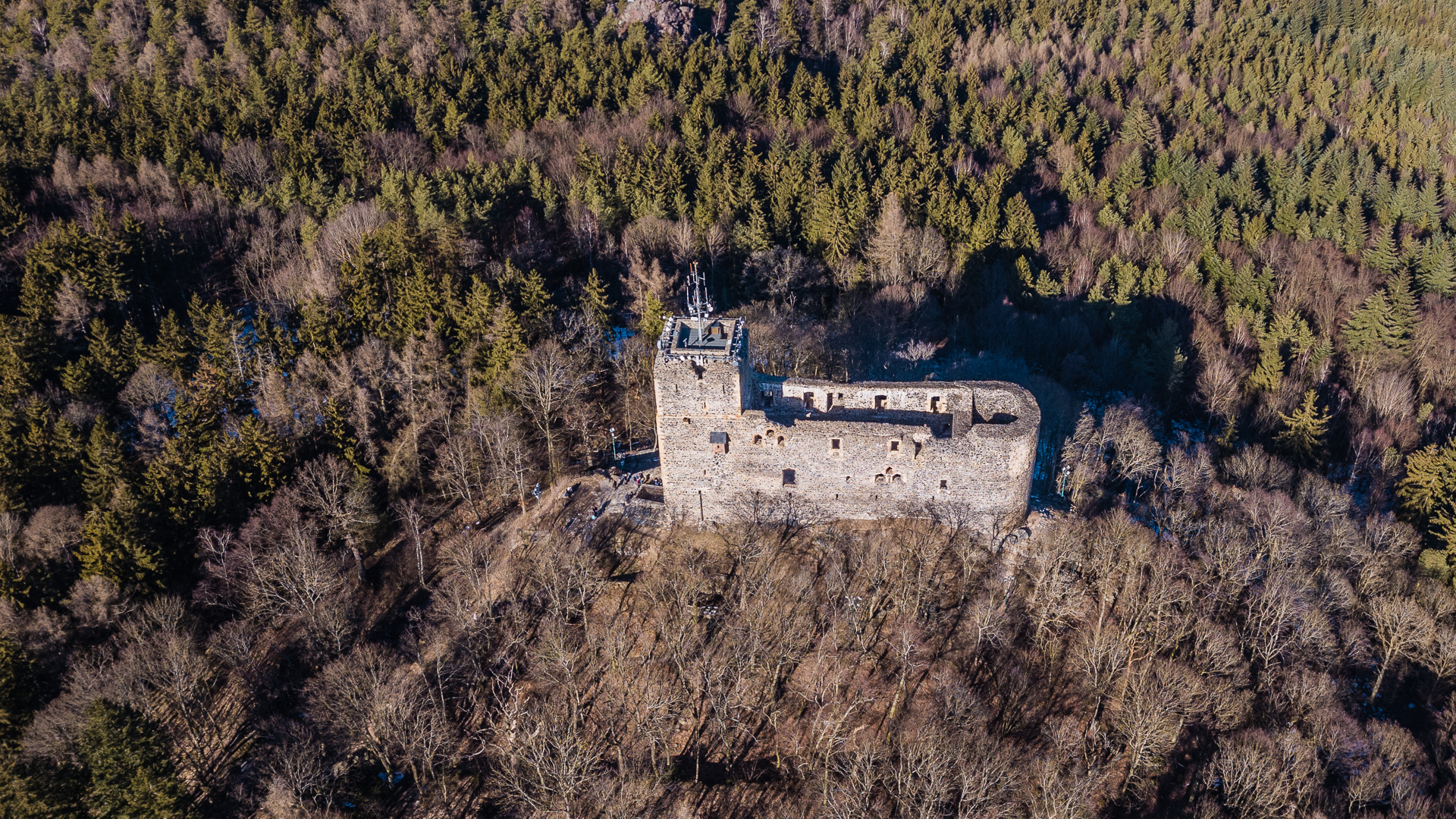
Castelul Radyně de pe Dealul Radyně

Starý Plzenec se află la aproximativ 5 kilometri (3 mi) sud-est de Plzeň. Se află în Munții Švihov. Cel mai înalt punct al comunei este Dealul Radyně aflat la 567 metri (1.860 ft) deasupra nivelului mării. Râul Úslava curge prin oraș.

## Istorie
Prima mențiune scrisă a așezării este dintr-o cronică a lui Thietmar din Merseburg și datează din anul 976, când ducele Boleslau al II-lea a învins o armată bavareză sub o fortăreață locală, numită atunci Plzeň. Așezarea urbană de sub castel a evoluat ca un centru administrativ și comercial al Boemiei de Vest, dar acest lucru a luat sfârșit în 1295, când regele Venceslau al II-lea a fondat noul oraș Plzeň într-un loc mai potrivit, la confluența din apropiere a râurilor Mže și Radbuza. Noul oraș a preluat în curând funcțiile vechiului Plzeň și a devenit cunoscut ca Nová Plzeň ("Noul Plzeň"), mai târziu pur și simplu Plzeň, în timp ce așezarea mai veche a fost numită Stará Plzeň ("Vechiul Plzeň"). Cel mai târziu, din 1442, orașul vechi s-a numit Starý Plzenec.

## Economie

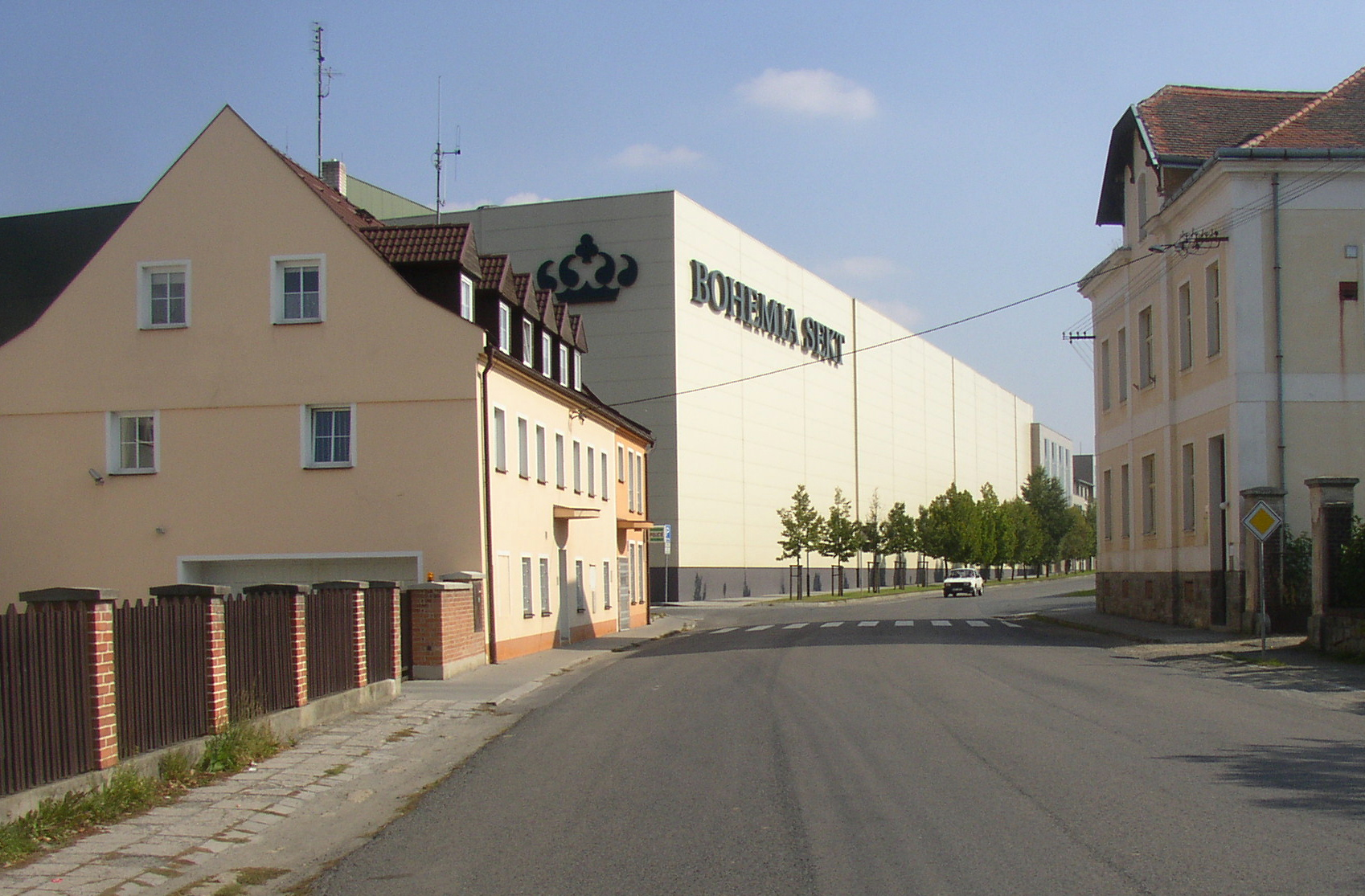
Fabrica Bohemia Sekt

Starý Plzenec este cunoscut pentru compania Bohemia Sekt, un producător de vin spumant. Este cel mai mare producător de vin spumant din Republica Cehă și unul dintre cei mai mari din Europa Centrală și de Est. Producția a început aici în 1943, în incinta fostei fabrici de bere, care a funcționat între 1873–1929.

## Transporturi
Autostrada D5, care leagă Praga de Plzeň, trece prin teritoriul comunei.
Starý Plzenec este situat pe linia de cale ferată Plzeň– Nepomuk⁠(d).

## Obiective turistice

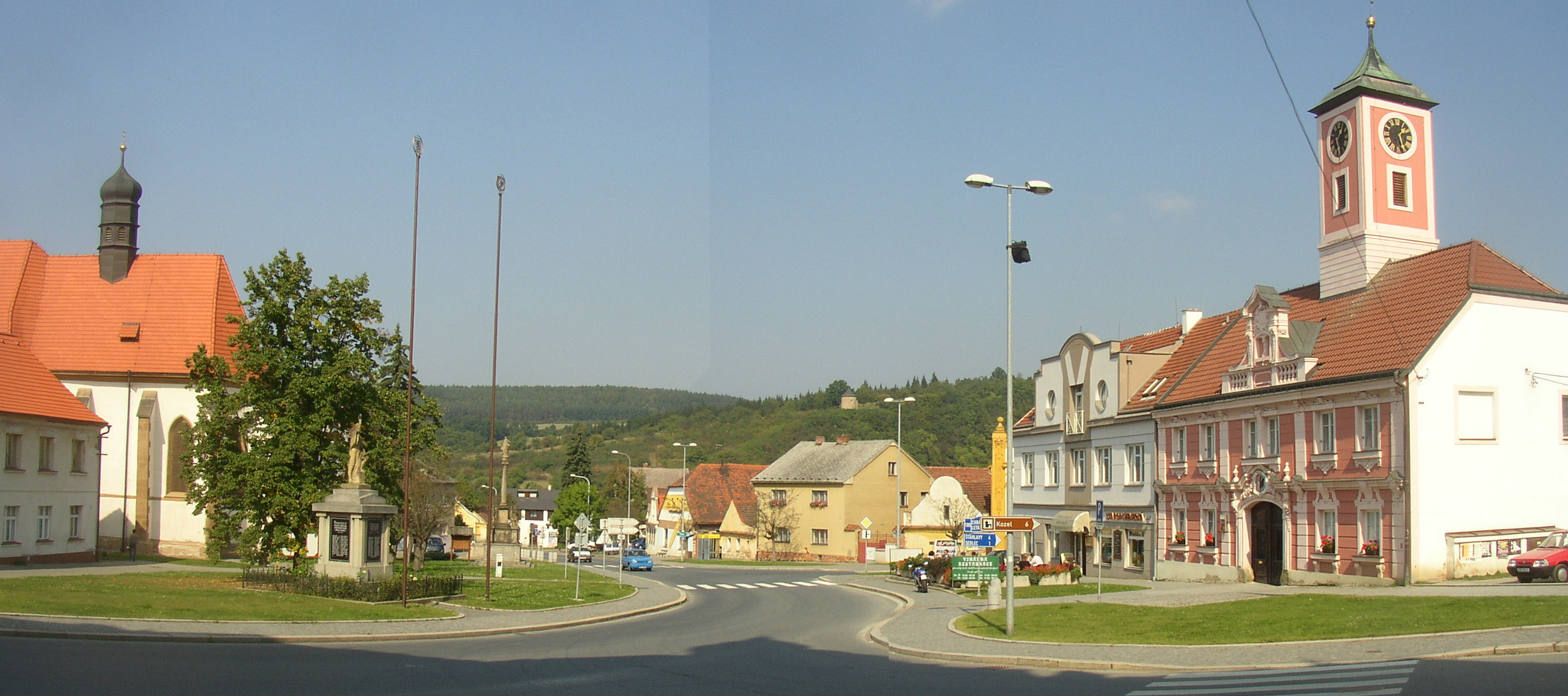
Piața Masarykovo cu Biserica Sfântul Ioan Botezătorul (stânga) și primăria (dreapta)

Castelul Radyně este o ruină a unui castel medieval din secolul al XIV-lea. Este deschis publicului și se găsește pe dealul Radyně deasupra orașului (spre sud).

Pe dealul Hůrka, deasupra orașului, se află Rotonda Sfinților Petru și Pavel, o biserică romanică de la sfârșitul secolului al X-lea și fundațiile altor clădiri ale vechiului gord. Din 1978, zona este protejată ca monument cultural național.

## Persoane notabile
- Filip Jícha⁠(d) (născut în 1982), handbalist